# Marcus Trufant
Marcus Lavon Trufant (* 25. Dezember 1980) ist ein ehemaliger US-amerikanischer American-Football-Spieler. Er spielte 10 Saisons auf der Position des Cornerbacks für sie Seattle Seahawks in der National Football League.

## NFL

### Seattle Seahawks
Trufant wurde im NFL Draft 2003 als 11. Spieler in der ersten Runde von den Seattle Seahawks ausgewählt. 2007 spielte Trufant eine Wichtige Rolle für die Defense der Seahawks, indem er 7 Interceptions fing und einen davon zu einem 84-Yard-Touchdown zurücktrug. Er setzte zudem 85 Tackles, wodurch er in den Pro Bowl 2008 gewählt wurde. Am 21. Februar 2008 setzten die Seahawks ihren Franchise Tag für Trufant, womit sie ihn für ein weiteres Jahr hielten, bevor sie am 26. März 2008 Trufant für weitere sechs Jahre verpflichteten.
Am 17. Oktober 2011 wurde Trufant aufgrund eines geprellten Kreuzbeines auf der Injured Reserve List platziert, was die Saison für ihn beendete. Die Seahawks entließen Trufant am 8. März 2012, verpflichteten ihn aber am 9. April 2012 erneut.

### Jacksonville Jaguars
Am 7. Mai 2013 verpflichteten ihn die Jacksonville Jaguars, wodurch er wieder mit seinem ehemaligen Defensive Coordinator Gus Bradley arbeitete. Er wurde am 30. August 2013 entlassen.

### Rücktritt
Am 23. April 2014 unterschrieb er einen Vertrag für einen Tag bei den Seattle Seahawks, damit er als Seahawks zurücktreten konnte.

## Persönliches
Sein jüngerer Bruder Isaiah spielte ebenfalls in der NFL, sein jüngster Bruder, Desmond Trufant, spielt derzeit für die Atlanta Falcons, beide ebenfalls auf der Position des Cornerback.